# William Daniels
William David Daniels (n. 31 martie 1927, New York City, New York, SUA) este un actor american, președinte al Screen Actors Guild (din 1999 până în 2001).
El este cunoscut pentru felul în care a jucat pe tatăl personajului lui Dustin Hoffman în The Graduate (1967), Howard în Two for the Road, John Adams în 1776, ca Carter Nash în Captain Nice, pe domnul George Feeny în Boy Meets World de pe ABC și continuarea acesteia Riley și restul lumii de pe Disney Channel, ca vocea lui KITT în Knight Rider, și Dr. Mark Craig în St. Elsewhere, pentru care a câștigat două premii Emmy.

## Filmografie

### Film
| An   | Titlu                   | Rol                  | Note              |
| ---- | ----------------------- | -------------------- | ----------------- |
| 1963 | Ladybug Ladybug         | Mr. Calkins          |                   |
| 1965 | A Thousand Clowns       | Albert Amundson      |                   |
| 1967 | Two for the Road        | Howard Manchester    |                   |
| 1967 | The Graduate            | Mr. Braddock         |                   |
| 1967 | The President's Analyst | Wynn Quantrill       |                   |
| 1969 | Marlowe                 | Mr. Crowell          |                   |
| 1972 | 1776                    | John Adams           |                   |
| 1974 | The Parallax View       | Austin Tucker        |                   |
| 1977 | Black Sunday            | Harold Pugh          |                   |
| 1977 | Oh, God!                | George Summers       |                   |
| 1978 | The One and Only        | Mr. Crawford         |                   |
| 1978 | Family                  | Dr. Taylor           |                   |
| 1979 | Sunburn                 | Crawford             |                   |
| 1979 | The Rebels              | John Adams           |                   |
| 1980 | The Blue Lagoon         | Arthur Lestrange     |                   |
| 1981 | All Night Long          | Richard H. Copleston |                   |
| 1981 | Roșii                   | Julius Gerber        |                   |
| 1987 | Întâlnire cu surprize   | Judge Harold Bedford |                   |
| 1989 | Alibi din dragoste      | Sam                  |                   |
| 1994 | Magic Kid 2             | Manny                |                   |
| 2006 | Rezerve de lux          | KITT                 | Voce, nemenționat |
| 2007 | Tăișul gloriei          | Commissioner Ebbers  |                   |
| 2020 | O ființă superioară     | KITT                 | Voce              |

## Legături externe
- Materiale media legate de William Daniels la Wikimedia Commons
- William Daniels la Internet Movie Database
- William Daniels la Allmovie